# وعد السلام العالمي

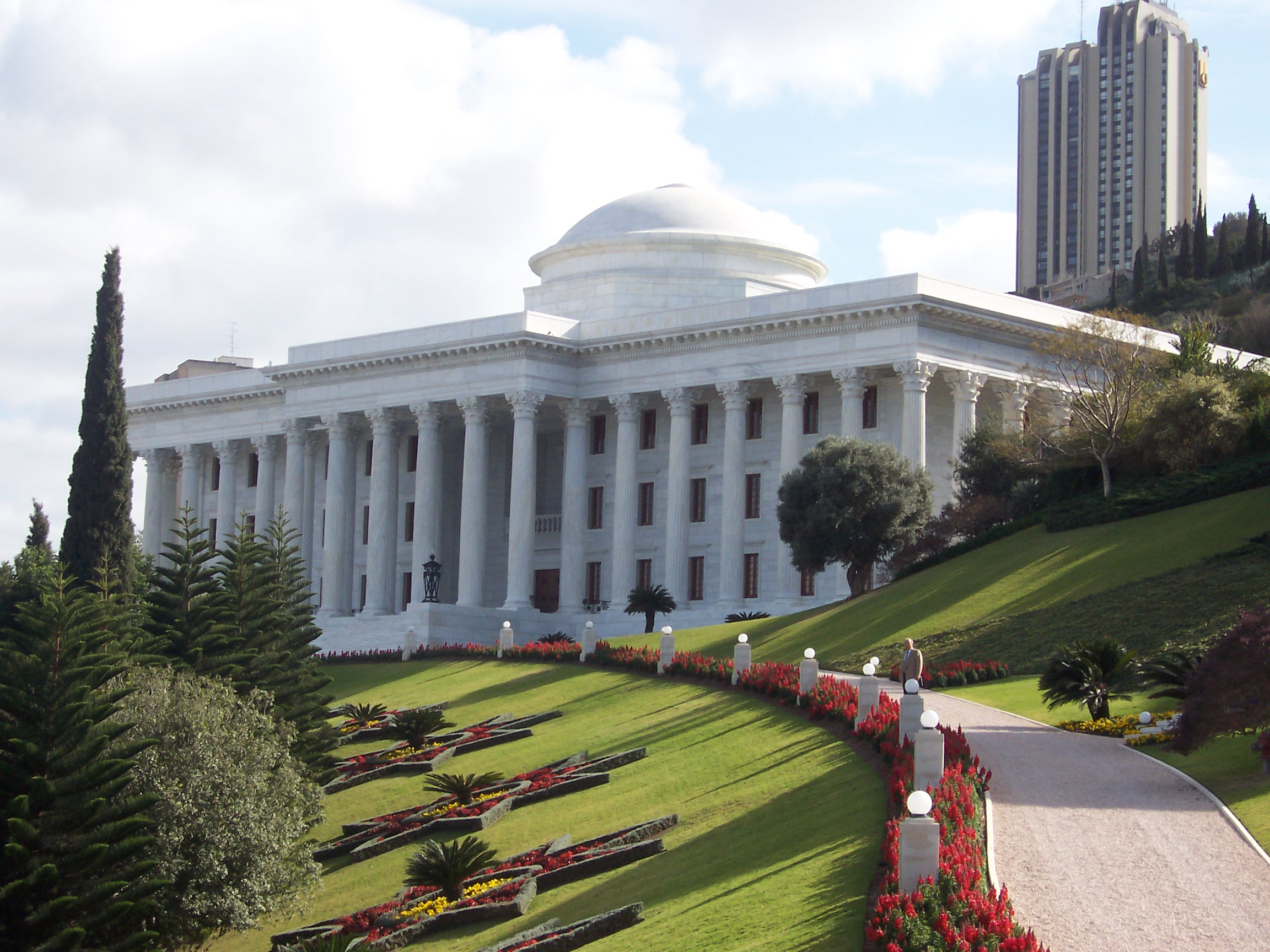
مقر بيت العدل الأعظم

وعد السلام العالمي هو وثيقة أعدها بيت العدل الأعظم للبهائية في أكتوبر 1985، بمناسبة السنة الدولية للسلام. تتناول الوثيقة الشروط الأساسية لتحقيق السلام العالمي، بالإضافة إلى العقبات التي تقف في طريق تحقيقه. حتى يناير 1988، كانت الوثيقة قد قدمت إلى 198 من رؤساء الدول، 75 منهم مباشرة و123 بطريقة غير مباشرة. وقد تم ترجمتها إلى 76 لغة، ويُقدر أن مليونًا إلى مليوني نسخة تم توزيعها في مختلف أنحاء العالم. تم ذكر بعض التفاصيل حسب الدول في 9 صفحات من عدد فبراير 1988 من أخبار البهائية.

## الملخص
تؤكد الوثيقة أن بيت العدل الأعظم يرى أن السلام العالمي ليس ممكنًا فقط بل حتميًا، وأنه أصبح الآن في متناول اليد لأول مرة في تاريخ البشرية. ومع ذلك، تشير الوثيقة إلى أن النظام الدولي الحالي للحكم يعاني من عيوب ولا يستطيع القضاء على تهديدات الحرب والإرهاب والفوضى وعدم الاستقرار الاقتصادي. إضافة إلى ذلك، هناك اعتقاد واسع النطاق بأن البشر بطبيعتهم عدائيون وعنيفون، وأن هذه العيوب تجعل السلام والاستقرار العالميين على المدى الطويل أمرًا غير مستدام.
تقدم الوثيقة حجة مغايرة مفادها أن الجنس البشري كان يتطور وينضج على مر تاريخه، وأن البشر بطبيعتهم روحانيون وهم خلق الله. وبالتالي، فهم قادرون على بناء الحضارة وخلق عالم مسالم إذا قرروا القيام بذلك. كما يؤكد بيت العدل الأعظم أن السلام لا يمكن أن يتحقق بدون الدين، ويقتبس من بهاء الله مؤسس الديانة البهائية قوله: "الدين هو أعظم وسيلة لإقامة النظام في العالم والطمأنينة السلمية لجميع من يسكن فيه."
ويحتج بيت العدل الأعظم بأن مصدر النزاعات الدينية لا يكمن في الأديان نفسها، بل في إهمال الإنسانية و"فرض التفسيرات الخاطئة". هذه التفسيرات قد فصلت الدين عن العقل والعلم عن الدين. وبعد أن رفضت المجتمعات حول العالم الدين باعتباره غير ذي صلة، تبنت العديد من الإيديولوجيات التي فشلت في خدمة ودعم مصالح الإنسانية ككل.
لا يمكن تحقيق السلام ببساطة عن طريق حظر أسلحة معينة أو حل النزاعات الخاصة أو توقيع معاهدات جديدة. يتطلب الأمر مستوى جديدًا من الالتزام. تؤكد الوثيقة أنه يجب تبني إطار عمل جديد يستند إلى عدة مبادئ شاملة واهتمام حقيقي في خلق عالم سلمي وعادل. من المشاكل الأساسية التي يجب معالجتها:
- العنصرية والتمييز على أساس العرق والجنس والمعتقد الديني
- الفجوة الكبيرة بين الأغنياء والفقراء
- القومية الجامحة
- النزاعات الدينية
- عدم المساواة بين الرجال والنساء
- نقص الفرص التعليمية للعديد من الناس حول العالم
- نقص التواصل بين الشعوب. إن تبني لغة مساعدة دولية سيؤدي إلى حل هذه المشكلة ويتطلب اهتمامًا عاجلًا.[3]

ويواصل بيت العدل الأعظم القول بأن السلام يجب أن يُبنى على فهم أن البشرية هي في جوهرها أسرة إنسانية واحدة. ثم يدعو قادة العالم إلى الاجتماع والتداول حول المشكلة، مع دعم كامل من الأمم المتحدة والموافقة الطوعية لجميع الناس على عملية هذا التداول.

## قراءة إضافية
- Baratta، Joseph Preston (أكتوبر 1989). "The International History of the World Federalist Movement". Peace & Change. ج. 14 ع. 4: 372–403. DOI:10.1111/j.1468-0130.1989.tb00134.x.
- Bigger، Stephen (1997). "The Baháʼí Global Vision". Journal of Beliefs & Values: Studies in Religion & Education. ج. 18 ع. 3: 181–191. DOI:10.1080/1361767970180205.
- Clarke-Habibi، Sara (يناير 2005). "Transforming Worldviews, The Case of Education for Peace in Bosnia and Herzegovina". Journal of Transformative Education. ج. 3 ع. 1: 33–56. DOI:10.1177/1541344604270238.
- Crandall، Christian S. (2003). "Ideology and Lay Theories of Stigma: The Justification of Stigmatization". في Heatherton، Todd F. (المحرر). The social psychology of stigma (ط. illustrated, reprint). Guilford Press. ص. 126–150. ISBN:9781572309425. مؤرشف من الأصل في 2024-12-25.
- Gervais، Marie (2004). "The Baha'i curriculum for peace education". Journal of Peace Education. ج. 1 ع. 2: 205–224. DOI:10.1080/1740020042000253758.
- Heller، Wendy M.؛ Mahmoudi، Hoda (1995). "Altruism and Extensivity in the Baháʼí Religion". في .Oliner، Pearl M؛ Oliner، Pearl؛ Oliner، Samuel P.؛ وآخرون (المحررون). Embracing the Other: Philosophical, Psychological, and Historical Perspectives on Altruism. NYU Press. ص. 420–432. ISBN:9780814761908.
- Nelson، Dorothy W (1993–1994). "Introduction to the Effects of Gender in the Federal Courts: The Final Report of the Ninth Circuit Gender Bias Task Force". South California Law Review. ج. 67: 731–. مؤرشف من الأصل في 2024-12-25.
- Smith، Peter؛ Moojan Momen (1989). "The Baha'i faith 1957–1988: A survey of contemporary developments". Religion. ج. 19 ع. 1: 63–91. DOI:10.1016/0048-721X(89)90077-8. مؤرشف من الأصل في 2025-01-14.

## روابط خارجية
- Universal House of Justice (October 1985). The Promise of World Peace.
- The Promise of World Peace in multiple languages.
- Universal House of Justice (January 2019). Message on World Peace.
- الجامعة البهائية العالمية (1986). The Baháʼí International Community and World Peace.
- Research Department of the Universal House of Justice (1985). Compilation on Peace.